# کاربنرس
کاربُنِرُس (به اسپانیایی: Carboneros) یکی از دهستان‌های استان خائن در کشور اسپانیا است. این شهر با مساحت ۵۸ کیلومتر مربع، ۶۶۳ تن جمعیت دارد.